# Micromeria hochreutineri
Micromeria hochreutineri là một loài thực vật có hoa trong họ Hoa môi. Loài này được (Briq.) Maire mô tả khoa học đầu tiên năm 1916.